# Hon Kwok City Center
Le Hon Kwok City Center est un gratte-ciel de 330 mètres construit en 2017 à Shenzhen en Chine. 